# Parafia Wniebowzięcia Najświętszej Maryi Panny w Lipinkach
Parafia Wniebowzięcia Najświętszej Maryi Panny w Lipinkach – parafia rzymskokatolicka znajdująca się w diecezji rzeszowskiej w dekanacie bieckim.

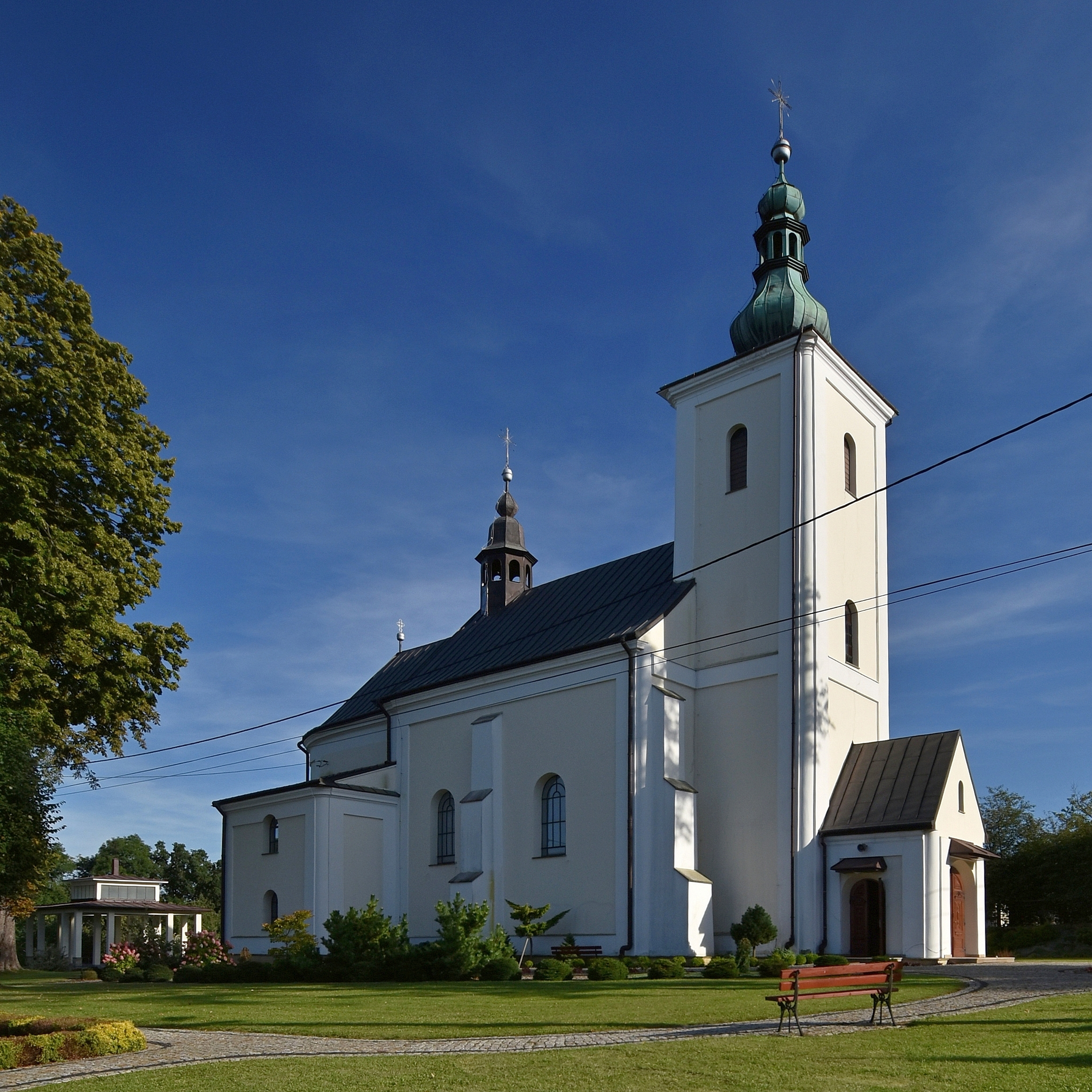
Kościół stary w Lipinkach
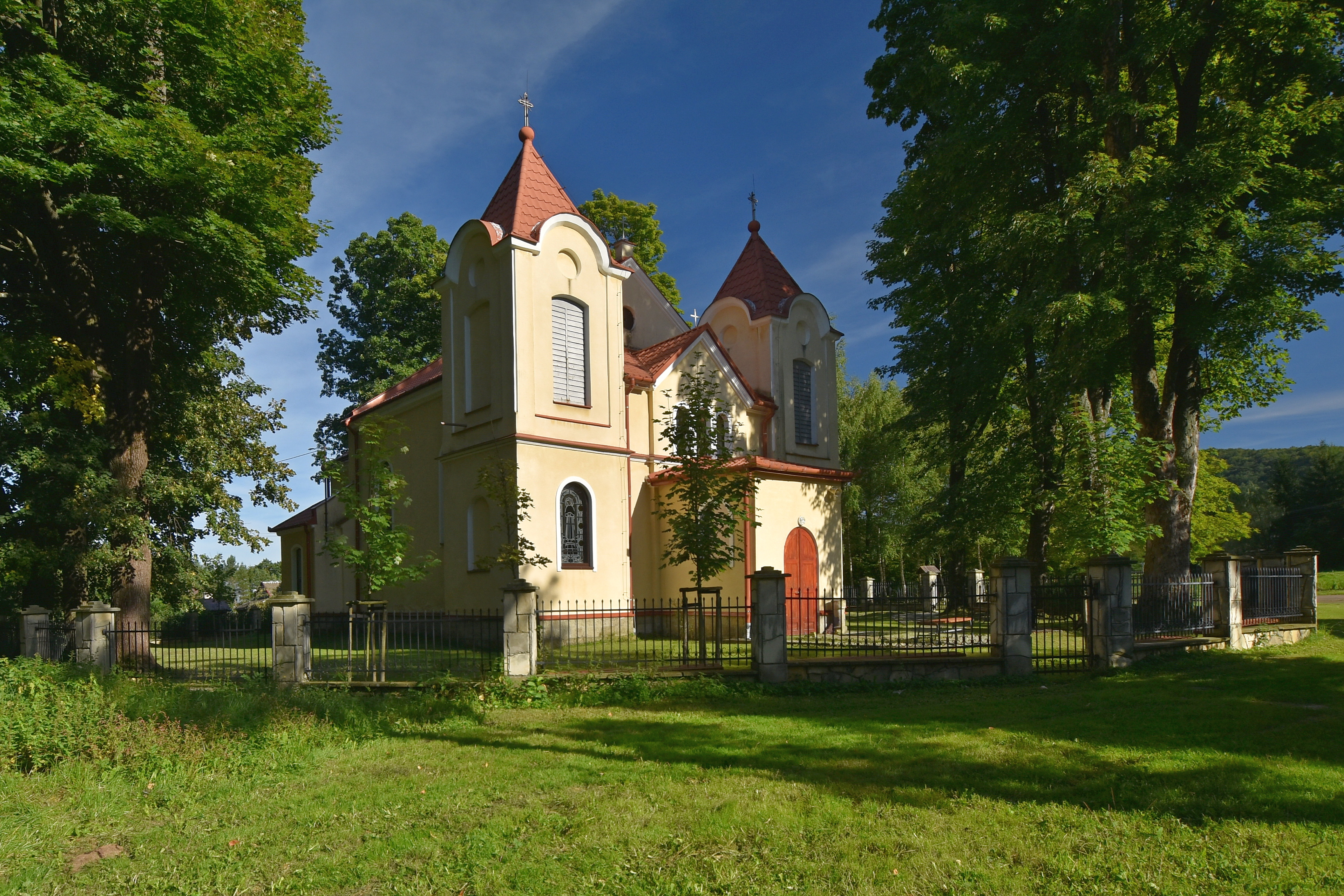
Kościół filialny w Bednarce
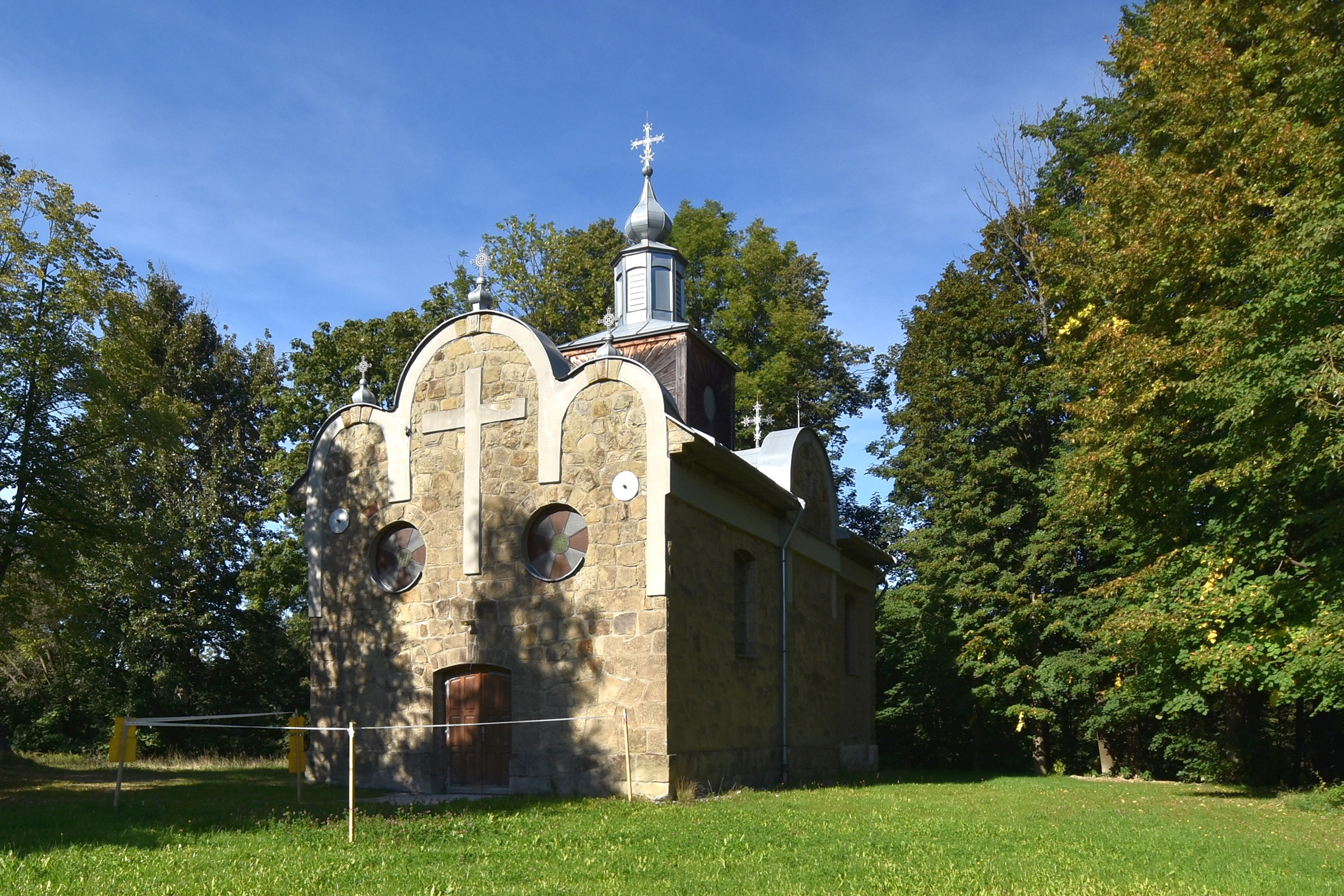
Kościół filialny w Rozdzielu